# Edoardo Ponti
Edoardo Ponti (Ginevra, 6 gennaio 1973) è un regista, sceneggiatore e produttore cinematografico italiano.

## Biografia
Nasce a Ginevra, figlio del produttore cinematografico Carlo Ponti e dell'attrice Sophia Loren. Esordisce all'età di 11 anni nel film Qualcosa di biondo, recitando assieme alla madre. Si laurea nel 1994 in letteratura inglese e scrittura creativa alla University of Southern California e tre anni dopo consegue un master in regia e produzione cinematografica. Nel 1995 debutta in teatro producendo e dirigendo La lezione di Eugène Ionesco, l'anno seguente mette in scena la trilogia Griffin & Sabine di Nick Bantock. Dopo essere stato l'assistente personale di Michelangelo Antonioni, nel 1998 realizza il suo primo cortometraggio, Liv, e nel 2002 dirige il primo lungometraggio, Cuori estranei, in cui una delle protagoniste è sua madre, alla sua centesima interpretazione. Nel 2020 dirige nuovamente la madre in La vita davanti a sé, ottenendo il premio per la miglior regia ai premi Flaiano 2021.

## Vita privata
È fratello minore del direttore d'orchestra Carlo Ponti, nonché fratellastro di Alessandro e Guendalina Ponti, figli del padre Carlo e della sua prima moglie, Giuliana Fiastri. È sposato con l'attrice Sasha Alexander, dalla quale ha avuto due figli: Lucia Sofia e Leonardo Fortunato.

## Filmografia

### Regista
- Liv (1998) - cortometraggio
- Cuori estranei (Between Strangers) (2002)
- Away We Stay (2010) - cortometraggio
- Coming & Going (2011)
- Il turno di notte lo fanno le stelle (2012) - cortometraggio
- Voce umana (2014) - cortometraggio
- La vita davanti a sé (The Life Ahead) (2020)

### Sceneggiatore
- Liv (1998) - cortometraggio
- Cuori estranei (Between Strangers) (2002)
- Away We Stay (2010) - cortometraggio
- Coming & Going (2011)
- Voce umana (2014) - cortometraggio
- La vita davanti a sé (The Life Ahead), regia di Edoardo Ponti (2020)

### Produttore
- Coming & Going (2011)
- Voce umana (2014) - cortometraggio

### Attore
- Qualcosa di biondo, regia di Maurizio Ponzi (1984)
- The Girl from Nagasaki, regia di Michel Comte ed Ayako Yoshida (2013)

## Doppiaggio
- Lous Garrel in The Dreamers - I sognatori[3]
- Mathieu Kassovitz in Munich[3]